# Ciclisme als Jocs Olímpics d'estiu de 2016 - Ciclisme en ruta femení
La prova de Ciclisme en ruta femení dels Jocs Olímpics de Rio de Janeiro 2016 es disputà el 7 d'agost amb sortida i final al Fort de Copacabana.
La cursa va ser guanyada per la neerlandesa Anna van der Breggen, seguida per la sueca Emma Johansson, que va repetir la plata dels Jocs de Pequín, i per l'italiana Elisa Longo Borghini, que guanyà el bronze.

## Recorregut
La cursa consisteix en 141 km. Començant al Fort de Copacabana, el gran grup es dirigeix a l'oest passant a través d'Ipanema, Barra, i les platges de la Reserva Maripendi a través de la carretera de la costa que condueix als 24,8 quilòmetres de circuit en bucle de Grumari. Després de dues voltes del sector Grumari (49.6 km dels 241,5 km), la cursa torna cap a l'est a través de la mateixa carretera de la costa per fer una volta als 25,7 quilòmetres del bucle del Circuit Vista Chinesa a Gávea abans d'acabar de nou al Fort de Copacabana
|  |  |  |

## Medallistes
| Or                         | Plata                | Bronze                     |
| Anna van der Breggen (NED) | Emma Johansson (SWE) | Elisa Longo Borghini (ITA) |

## Classificació final
| Pos.   | Ciclista                     | Temps      |
| ------ | ---------------------------- | ---------- |
| Or     | Anna van der Breggen (NED)   | 3h 51' 27" |
| Argent | Emma Johansson (SWE)         | m.t.       |
| Bronze | Elisa Longo Borghini (ITA)   | m.t.       |
| 4      | Mara Abbott (USA)            | + 4"       |
| 5      | Lizzie Armitstead (GBR)      | + 20"      |
| 6      | Katarzyna Niewiadoma (POL)   | + 20"      |
| 7      | Flavia Oliveira (BRA)        | + 20"      |
| 8      | Jolanda Neff (SUI)           | + 20"      |
| 9      | Marianne Vos (NED)           | + 1' 14"   |
| 10     | Ashleigh Moolman-Pasio (RSA) | + 1' 14"   |

| Classificació Final (11– 50) | Classificació Final (11– 50) | Classificació Final (11– 50) | Classificació Final (11– 50) |
| ---------------------------- | ---------------------------- | ---------------------------- | ---------------------------- |
| 11                           | Megan Guarnier (USA)         | m.t.                         |                              |
| 12                           | Evelyn Stevens (USA)         | + 1' 16"                     |                              |
| 13                           | Alena Amialiusik (BLR)       | + 2' 16"                     |                              |
| 14                           | Tatiana Guderzo (ITA)        | + 2' 19"                     |                              |
| 15                           | Amanda Spratt (AUS)          | + 4' 09"                     |                              |
| 16                           | Olga Zabelinskaya (RUS)      | + 4' 25"                     |                              |
| 17                           | Eri Yonamine (JPN)           | + 4' 56"                     |                              |
| 18                           | Christine Majerus (LUX)      | + 5' 07"                     |                              |
| 19                           | Lisa Brennauer (GER)         | m.t.                         |                              |
| 20                           | Elena Cecchini (ITA)         | m.t.                         |                              |
| 21                           | Ellen van Dijk (NED)         | m.t.                         |                              |
| 22                           | Rachel Neylan (AUS)          | m.t.                         |                              |
| 23                           | Linda Villumsen (NZL)        | m.t.                         |                              |
| 24                           | Małgorzata Jasińska (POL)    | m.t.                         |                              |
| 25                           | Karol-Ann Canuel (CAN)       | m.t.                         |                              |
| 26                           | Pauline Ferrand-Prévot (FRA) | m.t.                         |                              |
| 27                           | Emilia Fahlin (SWE)          | + 6' 36"                     |                              |
| 28                           | Arlenis Sierra (CUB)         | m.t.                         |                              |
| 29                           | Anisha Vekemans (BEL)        | m.t.                         |                              |
| 30                           | Na Ah-reum (KOR)             | m.t.                         |                              |
| 31                           | Claudia Lichtenberg (GER)    | m.t.                         |                              |
| 32                           | Polona Batagelj (SLO)        | m.t.                         |                              |
| 33                           | Vita Heine (NOR)             | + 7' 07"                     |                              |
| 34                           | Daiva Tušlaitė (LTU)         | m.t                          |                              |
| 35                           | Olena Pavlukhina (AZE)       | + 7' 38"                     |                              |
| 36                           | Hanna Solovey (UKR)          | + 9' 35"                     |                              |
| 37                           | Audrey Cordon (FRA)          | + 9' 37"                     |                              |
| 38                           | Leah Kirchmann (CAN)         | + 10' 02"                    |                              |
| 39                           | An-Li Pretorius (RSA)        | m.t.                         |                              |
| 40                           | Ana Sanabria (COL)           | m.t.                         |                              |
| 41                           | Anna Plichta (POL)           | m.t.                         |                              |
| 42                           | Giorgia Bronzini (ITA)       | + 10' 06"                    |                              |
| 43                           | Trixi Worrack (GER)          | s.t.                         |                              |
| 44                           | Romy Kasper (GER)            | + 10' 40"                    |                              |
| 45                           | Lotte Kopecky (BEL)          | m.t.                         |                              |
| 46                           | Martina Ritter (AUT)         | m.t.                         |                              |
| 47                           | Ane Santesteban (ESP)        | + 11' 32"                    |                              |
| 48                           | Shani Bloch (ISR)            | m.t.                         |                              |
| 49                           | Gracie Elvin (AUS)           | + 11' 34"                    |                              |
| 50                           | Jennifer Cesar (VEN)         | + 11' 51"                    |                              |

| Fora de temps | Fora de temps            | Fora de temps | Fora de temps |
| ------------- | ------------------------ | ------------- | ------------- |
| –             | Clemilda Fernandes (BRA) | Fdt           |               |
| –             | Antri Christoforou (CYP) | Fdt           |               |

| Annemiek van Vleuten (NED) | DNF |
| Kristin Armstrong (USA)    | DNF |
| Katrin Garfoot (AUS)       | DNF |
| Tara Whitten (CAN)         | DNF |
| Nikki Harris (GBR)         | DNF |
| Emma Pooley (GBR)          | DNF |
| Sara Mustonen (SWE)        | DNF |
| Ann-Sophie Duyck (BEL)     | DNF |
| Chantal Hoffmann (LUX)     | DNF |
| Lotta Lepistö (FIN)        | DNF |
| Carolina Rodríguez (MEX)   | DNF |
| Paola Muñoz (CHI)          | DNF |
| Jutatip Maneephan (THA)    | DNF |
| Vera Adrian (NAM)          | DNF |
| Milagro Mena (CRC)         | DNF |
| Huang Ting-ying (TPE)      | DNF |